# Toxines bacterianes
En microbiologia, el terme toxina bacteriana, designa exclusivament la classe especial de substàncies macromoleculars bacterianes que es produeixen durant la infecció natural o experimental de l'hoste, o s'introdueixen per via parenteral, o per qualsevol altra via en l'organisme, produeixen un deteriorament de les funcions fisiològiques o danys als teixits. Aquests efectes desfavorables poden provocar malalties i fins i tot, la mort de l'individu.
Les toxines bacterianes es diferencien en dues classes principals basant-se en la seva naturalesa química, independentment de la seva ubicació cel·lular i les característiques de tinció dels bacteris que les produeixen: les toxines proteiques bacterianes i els complexos de lipopolisacàrids tòxics presents a la superfície de la membrana externa de les parets cel·lulars dels bacteris gramnegatius.
Les toxines proteiques constitueixen una àmplia col·lecció de més de 300 entitats diferents (Taula 1) que s'alliberen majoritàriament de les cèl·lules bacterianes durant el creixement i, per tant, es consideren exotoxines.
No obstant això, cap al 25% de les toxines proteiques romanen intracitoplasmàtiques o associades, més o menys fermament, a la superfície cel·lular. El seu alliberament fora de la cèl·lula bacteriana té lloc durant la disminució del creixement bacterià o després de la mort de la cèl·lula, generalment a través de processos autolítics.

## Tipus de toxines
Una toxina bacteriana és una macromolècula principalment d'origen proteic, que pot causar danys tòxics en un òrgan específic de l'hoste. Les toxines es poden dividir en endotoxines i exotoxines.

### Endotoxines
Endotoxines o lipopolisacàrids (LPS), són els components de la membrana externa dels bacteris Gram-negatius; es consideren l'antigen més important dels bacteris; s'alliberen al medi després de diferents processos com la lisi i la divisió cel·lular. Aquesta endotoxina és capaç de causar xoc endotòxic i danys als teixits.
Els LPS estan formats per tres regions:
- El lípid A és un glicolípid format per un disacàrid (glucosamina) unit a àcids grassos, que solen ser àcids capric, làuric, mirístic, palmític i esteàric, que s'insereixen a la membrana externa del bacteri.
- El nucli és un heteropolisacàrid derivat d'hexoses i heptoses.
- El lípid A i el nucli estan units per l'àcid de sucre 2-ceto-3-desoxioctanat (KDO).
- La cadena O és un polímer unitari que es repeteix d'1 a 8 residus glicosídics; aquest polímer és molt variable entre espècies i gèneres bacterians.

A més de la pirogenicitat de l'endotoxina, s'ha atribuït un paper important al mecanisme d'adhesió del bacteri a la cèl·lula hoste; ja que en estudis anteriors s'ha observat que quan es modifica o no s'expressa el LPS, es modifica o s'inhibeix l'adherència observada.

### Exotoxines
Són les macromolècules d'origen proteic, que són produïdes i posteriorment alliberades al medi pel microorganisme. Segons el seu mecanisme d'acció, les exotoxines es divideixen de la següent manera:
- Toxines de tipus I. Aquestes toxines modifiquen les cèl·lules de l'hoste sense interioritzar-se a les cèl·lules; per exemple, els superantígens produïts per Staphylococcus aureus i Streptococcus pyogenes.
- Toxines tipus II. Dins d'aquest grup hi ha hemolisines i fosfolipases; aquest grup de toxines es caracteritza per la formació de porus i/o la destrucció de les membranes de les cèl·lules hoste. Amb aquest factor de virulència, el patogen pot envair la cèl·lula hoste; per exemple, aerolisina i proteïna GCAT produïda per Aeromonas spp.
- Toxines tipus III. Aquestes toxines es coneixen com A/B per la seva estructura binària. La fracció B té la funció d'unir-se al receptor de la cèl·lula i la fracció A és la unitat que posseeix activitat enzimàtica, que, en funció de la toxina i del seu mecanisme d'acció, serà el dany a la cèl·lula; per exemple, la toxina Shiga produïda per Escherichia coli O157:H7, la toxina del còlera (Ctx) produïda per Vibrio cholerae, i la toxina d'àntrax produïda per Bacillus anthracis.[2][3]

Les exotoxines dels bacteris enteropatògens gram negatius tenen un paper important en la patogènesi de la malaltia diarreica, provocant una hipersecreció de líquids sense la destrucció i la mort de les cèl·lules de la mucosa intestinal. Aquestes toxines s'anomenen genèricament enterotoxines que són diferents de les citotoxines.
També hi ha altres dos grups de toxines, les que alteren el citoesquelet i les que tenen activitat neurotòxica; tanmateix, algunes toxines poden presentar activitat corresponent a més d'un dels grups descrits a la Taula 2.

### Toxines segons la seva funció i lloc d'acció
Les enterotoxines i les citotoxines són dues categories de toxines produïdes per bacteris que poden causar malalties en els humans i altres organismes. Malgrat que les dues són toxines bacterianes, tenen diferències significatives en la seva funció i els seus efectes sobre l'hoste. Aquí tens les principals diferències entre les enterotoxines i les citotoxines:
- Funció principal:
  - Enterotoxines: Les enterotoxines són toxines que afecten principalment el sistema gastrointestinal. Provquen trastorns gastrointestinals com ara la diarrea i el vòmit. Aquestes toxines solen afectar les cèl·lules de la mucosa intestinal i poden provocar una secreció excessiva de líquids i ions, que es manifesta com a diarrea aquosa.
  - Citotoxines: Les citotoxines són toxines que tenen com a objectiu principal les cèl·lules de l'hoste. Poden provocar danys a les cèl·lules, incloent-hi la seva mort o l'alteració de la seva funció. Això pot tenir una ampla gamma de conseqüències, incloent-hi la destrucció de teixits i l'aparició de símptomes com ara la necrosi.[4]

- Lloc d'acció:
  - Enterotoxines: Actuen principalment sobre les cèl·lules de la mucosa intestinal i poden causar alteracions en la funció de l'absorció i la secreció d'ions i líquids en l'intestí. Això pot conduir a la diarrea i altres trastorns gastrointestinals.[4]
  - Citotoxines: Actuen sobre una varietat de cèl·lules de l'hoste, i el seu lloc d'acció pot ser diferent segons la citotoxina específica. Algunes citotoxines poden afectar cèl·lules del teixit nerviós, musculatura, vasos sanguinis, etc.[4]